# أندريه جدانوف
اندرية اليكساندروفيتش جدانوف (بالروسية:Андре́й Алекса́ндрович Жда́нов)(فبراير1896 – أغسطس 1948) كان سياسيًا ومفكرًا ومنظرًا ثقافيًا بارزًا في الاتحاد السوفيتي ممثلاً عن الجناح الثقافي في الحزب الشيوعي كما يعد من أشهر مفكري الحزب الشيوعي إبان الحقبة الستالينية. فقد كان عسكريًا ودبلوماسيًا ومفكرًا في آن واحد وشغل العديد من المناصب مثل : حاكم لينينغراد و وزير الدعاية والثقافة والمستشار الثقافي لستالين كما لعب دوراً كبيراً في توقيع ميثاق عدم الاعتداء بين المانيا والاتحاد السوفيتي. وبرز دوره القيادي في معركة لينينغراد. بعد الحرب تنبأ جدانوف بالصراع بين المعسكرين الشرقي والغربي فطرح مبدأه المشهور (مبدأ جدانوف) والذي ينص على تسخير كل الامكانات الفنية والابداعية من فن واداب وموسيقى لمواجهة الثقافة البرجوازية الغربية فضلاً عن توفير الدعم اللامحدود للاحزاب الشيوعية في العالم. كما كان جدانوف يمتلك ثقافة موسوعية لدرجة أن أفكاره اعتبرت تيارًا بحد ذاتها وسميت بـ «الجدانوفية» وتعد من الاضافات الهامة للادبيات الماركسية. إلا أنه تم التخلي عنها بعد وفاة ستالين. توفي جدانوف عام 1948 في مايعرف بمؤامرة الأطباء اليهود اللذين تعمدوا اهمال صحة القياديين في الحزب الشيوعي وكان جدانوف من ابرز ضحايا تلك المؤامرة
جدانوف أندري الكسندروفيتش 1896 ـ 1948) رجل سياسي سوفييتي صاحب أطروحة الكتلتين ( الكتلة الشرقية ـ الكتلة الغربية). من الذين ساهموا في التشدد الإيديولوجي في العهد الستاليني في الفترة: 1945 ـ 1953 مهندس الحلف الجرماني السوفييتي(1939) وصاحب المشروع المعروف باسمه.

## حياته المهنية
ولد جدانوف في ماريوبول، أوكرانيا، في 14 فبراير 1896. والدة كان مدرساً , التحق بالبلاشفة في عام 1915 وتوطدت علاقتة بستالين ثم ترقى في الحزب إلى ان وصل إلى منصب حاكم لينينغراد بعد وفاة سيرغي كيروف عام 1934 , جدانوف قام بتطوير السياسات الثقافية في عهد ستالين، وكان وراء إنشاء
«اتحاد الكتاب السوفيات» ومذهب الواقعية الاشتراكية مع مكسيم غوركي , برز أندريه جدانوف على الصعيدين الحزبي والنظري-الفكري، إذ شغل مناصب حزبية عدة ومهمة، كما كان دوره الدعائي والتحريضي كبيراً، وكان كان عضواً نشيطاً وفاعلاً في مؤتمرات حزب البلاشفة. وسرعان ما تجلى عداؤه لتروتسكي وزينوفيف وبوخارين، إذ وقف إلى جانب ستالين داعياً الحزب والشعب إلى الالتفاف حوله، ولعب دوراً كبيرا في ابرام ميثاق عدم الاعتداء مع المانيا النازية وفي عام 1940 ارسلة ستالين إلى استونيا للاشراف على إنشاء النظام الشيوعي هناك، خلال الحرب العالمية الثانية وبصفتة حاكم لينينغراد فقد استبسل في الدفاع عن المدينة إلى جانب جوكوف وفوروشيلوف , يقول ميلوفان جيلس وهو مفكر يوغسلافي عن جدانوف (جدانوف كان قصيراً مع شارب بني قصير وانف مدبب مع وجة احمر واهن، لقد كان متعلم جيداً وكان ينظر الية على انة مفكر وسياسي عظيم في الحزب الشيوعي، اود ان اقول ان ثقافتة لايستهان بها، ان لدية معرفة في كل شيء حتى في الموسيقى)
, وبعد الحرب أصبح جدانوف مدير مكتب الاعلام الشيوعي وكانت مهمتة التنسيق بين الاتحاد السوفيتي والاحزاب الشيوعية في مختلف انحاء العالم وتقديم الدعم اللامحدود لهذة الاحزاب، في ذلك الوقت طرح جدانوف مبدأة الشهير وكان جدادنوف هو المسؤل الحزبي الوحيد الذي قاد حملة نقد ضد عدد من الكتاب السوفييت، ومنهم الكاتبة الأوزبكية أحمدوفا والكاتب وزشتكو وغيرهما.بتهمة الفشل الأيدولوجي.كما قاد حملة مماثلة ضد ما وصفه بالاتجاهات الشكلية في الأدب والفن. وفي عام 1946 شغل منصب المستشار الثقافي لستالين ووزير الدعاية والثقافة وفي عام 1948 أرسل ستالين جدانوف إلى اجتماع الكومينفورم في بوخارست. وكان غرض الاجتماع إدانة يوغوسلافيا وافكار تيتو التي كان يراها السوفييت على انها انحراف عن الماركسية

## وفاته
جدانوف توفي في 31 أغسطس 1948 في موسكو بسبب قصور في القلب بسبب قيام مجموعة من الاطباء باعطائة ادوية ضارة بشكل متعمد ومما ساعد على وفاتة هو ادمانة على الكحول، يٌذكر ان تلك المجموعة كان من ضمن الاطباء اليهود اللذين قاموا بقتل شخصيات بارزة في الاتحاد السوفيتي لصالح الغرب فيما يعرف بمؤامرة الاطباء اليهود و في المؤتمر التاسع عشر للحزب الشيوعي السوفيتي الذي انعقد في الخامس من أكتوبر 1952 رثى مولتوف جدانوف واصفا اياه بأنه واحد من الممثلين النابغين في الحزب الشيوعي.

## مذهبه الفكري
يرتبط اسم أندريه جدانوف في تاريخ الحزب الشيوعي والاتحاد السوفيتي ارتباطا وثيقا بمفهومات ستالين عن الوضع العالمي وعن الأدب والفن وعن اسلوب تحقيق الاشتراكية في بلد واحد، وارتبط اسمه في سنوات ما بعد الحرب، بقضية تصفية لجنة الحزب في لينينغراد، كما ارتبط اسمه بقضية الأطباء المشهورة، التي اتهم فيها عدد من الأطباء بالتآمر على حياة عدد من قادة الحزب، عن طريق اخفاء أمراضهم، أو عن طريق وصف أدوية خاطئة لعلاجهم، واعتبر جدانوف أحد ضحايا هذه المؤامرة التي أودت بحياته.
وكان جدانوف منفذاً مخلصا للسياسة الستالينية، وخاصة تجاه قضايا الأدب.حيث قام في عام 1934 بالدفاع عن السياسة التي تقتضي حسم قضايا التاريخ الأدبي والنظريات الأدبية عن طريق احالتها إلى هيئات الحزب العليا والتصويت عليها بالأغلبية والأقلية.
و يشتهر جدانوف بصفة خاصة بتقريره عن الوضع العالمي الذي حدد فيه بطريقة حاسمة أن العالم ينقسم إلى معسكرين : المعسكر الاشتراكي بزعامة الاتحاد السوفيتي، والمعسكر الرأسمالي الإمبريالي بقيادة الولايات المتحدة الأمريكية وأن الدول التي ليست من المعسكر الاشتراكي هي بالضرورة من المعسكر الرأسمالي وهو بذلك لم يكن معترفا بالحياد.
وينسب لجدانوف المذهب الأدبي المعروف بالجدانوفية Zhdanovism وتعرفه الموسوعة العربية بأنه : نهج سياسي إيديولوجي اشتراكي متشدد وضع ضوابط ومعايير للكتّاب والفنانين والعلماء في المدة ما بين 1934-1953، والمقصود بهذا التعبير هو التأطير الصارم للعمل الإبداعي من خلال هيمنة المضمون على الشكل، وخلق أبطال إيجابيين من أوساط العمال وعدّ العمل أسمى معيار، والتركيز على آفاق الثورة الاشتراكية في العالم. لقد أدى الظرف الجديد الذي نشأ في روسيا بعد ثورة أكتوبر 1917 إلى ضرورة ظهور فن من نوع جديد تحددت خطوطه ومهامه وأهدافه في مؤتمر الكتّاب السوفييت في عام 1934. وحدد مكسيم غوركي وأندريه جدانوف في هذا المؤتمر مفهوم الواقعية الاشتراكية بأنها مدرسة أدبية فنية تتطلب تصويراً صادقاً وتحديداً تاريخياً للواقع في تطوره الثوري، وإن الصدق والدقة التاريخية في مجال تصوير الواقع هو شرط أساسي لخلق أي عمل إبداعي. وإذا كان غوركي وجدانوف قد شاركا في وضع أسس هذا التوجه على أن غوركي يمثل الوسط الإبداعي وجدانوف يمثل الحزب، فإن وجهات نظرهما كانت متباينة في كثير من النقاط المهمة والحساسة.
وتلقفت الأوساط الثقافية البرجوازية في الغرب طروحات جدانوف النقدية والأدبية والفلسفية والفكرية والتاريخية، المنشورة في الثلاثينات والأربعينات من القرن العشرين، ووجدت فيها مادة ارتأت إطلاق تسمية «الجدانوفية» عليها. وظهر تعبير الجدانوفية في الأدبيات البرجوازية الغربية ولاسيما في الولايات المتحدة وبريطانية وظل متداولاً حتى نهاية الخمسينات.
وقد رأت الأدبيات السوفييتية في جدانوف شخصية حزبية بارزة ومنظِّراً ماركسياً لينينياً فذاً. وركزت هذه الأدبيات على كلمته التي ألقاها في مؤتمر الكتّاب السوفييت الأول إذ أضفت عليها أهمية جوهرية بل ربما حاسمة، بالنسبة إلى تطور الأدب السوفييتي لاحقاً. وفي خطابه المذكور استشهد جدانوف بقول ستالين: «إن الكتّاب السوفييت هم مهندسو النفس البشرية». وحدد جدانوف جوهر الواقعية الاشتراكية والمهام الماثلة أمام الأدب السوفييتي وهي: «خدمة الشعب وقضية حزب لينين-ستالين وقضية الاشتراكية». وفي الآن ذاته ركز على ضرورة أن يكون الصدق والدقة التاريخية في التصوير الفني متلازمين مع مهام إعادة البناء الفكري والتربوي، وأعار تطوير العلوم التاريخية السوفييتية اهتماماً كبيراً، إذ رأى أن مادة التاريخ التدريسية بكل مراحلها مملوءة بالأخطاء التي لم ينتبه إليها المؤرخون السوفييت.
تزايدت اهتمامات جدانوف، بعد الحرب العالمية الثانية، بالقضايا النظرية إذ ركز فيها على الحزبية البلشفية وإعلان الحرب بلا هوادة على مظاهر الإيديولوجية البرجوازية وكل انحراف عن النظرية الماركسية اللينينية. واستمر في الكشف عن الأخطاء والنواقص في الجبهة الأدبية. وشنَّ هجوماً عنيفاً على الاتجاه الشكلي في الموسيقى بصفته مظهراً من مظاهر التأثير البرجوازي. وأما الفلاسفة فقد طالبهم بعدم المهادنة في المعركة ضد خصوم الماركسية
رأى جدانوف أنه لا ينبغي التسامح مع كتّاب أو مترجمين أو ناشرين يقدمون للشعب أي نتاج كان. فالشعب السوفييتي ينتظر من كتّابه أن يجهزوه بأسلحة حقيقية في ميدان الفكر، ويطلب منهم أن يقدموا له غذاء روحياً يساعده على تحقيق مشاريعه الكبرى لإعادة البناء الاقتصادي. كما كان يرى أن بعض الناشرين يتساهلون في نشر مؤلفات ضارة من حيث مادتها أو ضعيفة من الناحية الفنية، لذا على الكاتب أن يثقف الشعب مستوحياً منهج الواقعية الاشتراكية، دارساً بانتباه وإخلاص الواقع السوفييتي.
سادت آراء جدانوف وتطلعاته الساحتين الأدبية والفكرية، كما هيمنت هذه الآراء في معظم البلدان الاشتراكية وأدبيات معظم الأحزاب الشيوعية في العالم، إلا أنها سرعان ما أخذت في التراجع وفقاً للتطورات التاريخية.

## حياته العائلية
جدانوف متزوج ولدية ابن يدعى يوري، تزوج ابنة من بنت ستالين سفيتلانا وانتهى زواجهما بالطلاق عام 1950

## مقولاتة
- الصراع الوحيد المسموح بة في الثقافة السوفيتية هو الصراع بين الجيد والأفضل
- يجب ان تكون معرفتنا فعالة وان نحسن استخدام سلاح النظرية الثورية بشكل كامل - يجب تحطيم العدو بة تحت أي قناع يخفى

## روابط خارجية
- أندريه جدانوف على موقع الموسوعة البريطانية (الإنجليزية)
- أندريه جدانوف على موقع مونزينجر (الألمانية)